# Félix Trinidad
Pour les articles homonymes, voir Trinidad.
Félix Trinidad  est un boxeur portoricain né le 10 janvier 1973 à Cupey Alto.
Idole de son pays, il domine la catégorie des poids welters dans les années 1990.

## Carrière

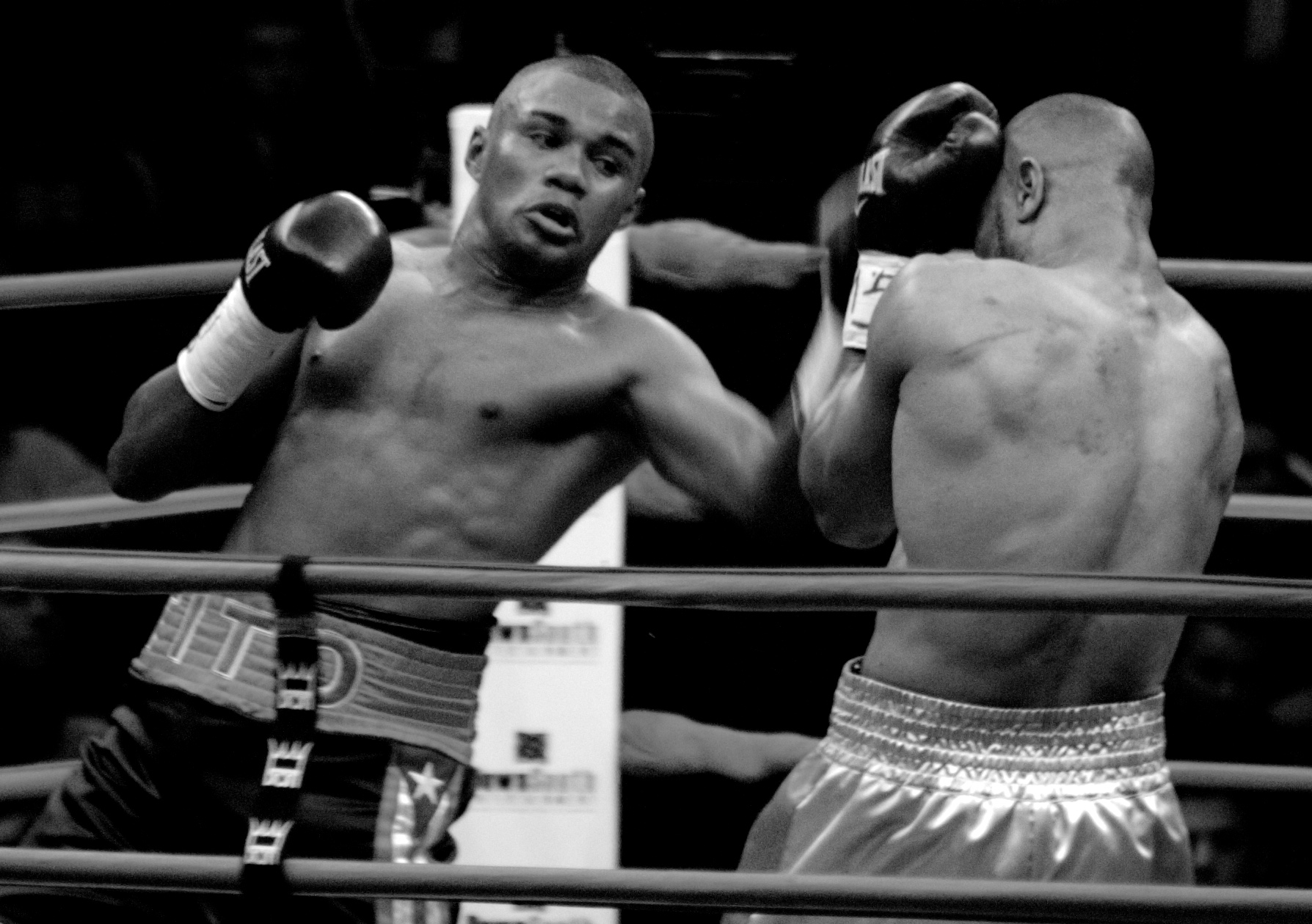
Félix Trinidad face à Roy Jones Jr. le 19 janvier 2008

Trinidad remporte le titre IBF des poids welters le 19 juin 1993 en battant Maurice Blocker par KO à la 2e reprise. Il défend victorieusement ce titre IBF 15 fois notamment contre de très bon adversaires comme Hector Camacho qu'il bat par décision unanime, Luis Ramon Campas k-o en 4 rounds Oba Carr par k-o en 8 rounds, et surtout le légendaire Pernell Whitaker qu'il bat largement par décision unanime. Le 18 septembre 1999 il affronte le tenant de la ceinture WBC Oscar De La Hoya, le combat n'est pas à la hauteur des attentes et Trinidad s'impose par décision majoritaire 115-113, 115-114 et 114-114, néanmoins ce résultat est controversé, car beaucoup d'observateurs ont vu De La Hoya gagner.
Le 3 mars 2000 Trinidad affronte l'Américain qui fut champion olympique des poids super-welters aux jeux olympiques de 1996, David Reid. Celui-ci détient le titre WBA des super-welters et est invaincu en 14 combats. Il s'avère pourtant trop peu expérimenté pour Trinidad qui s'impose aux points par décision unanime. Il défend ce titre contre le Français champion d'Europe de la catégorie Mamadou Thiam par KO en 3 rounds puis affronte le redoutable Américain Fernando Vargas champion IBF de la catégorie. Trinidad est le premier à battre Vargas au terme d'un féroce combat ou les deux boxeurs sont allés au tapis. Trinidad trouve néanmoins la force de mettre l'Américain KO définitivement au 12e round pour devenir champion unifié WBA et IBF des super-welters.
Trinidad monte de nouveau de catégorie pour aller défier le champion WBA des poids moyens William Joppy. Il le met KO au 5e round et devient champion dans une 3e catégorie de poids. Le 29 septembre 2001 Trinidad affronte le champion américain Bernard Hopkins pour la réunification des titres WBA, WBC et IBF de la catégorie. Le style roublard et truqueur de l'Américain ne convient pas à Trinidad  qui est dominé dans la majorité du combat. L'arbitre met fin au combat dans la 12e reprise et met ainsi fin à l'invincibilité de Trinidad après 40 succès consécutifs dont 33 KO.
Félix Trinidad effectue un retour 8 mois plus tard contre l'ancien champion WBC des poids moyens Hacine Cherifi. le Portoricain s'impose par KO en 4 rounds. Démotivé, il ne reboxe pas avant le 2 octobre 2004 lorsqu'il affronte le bagarreur nicaraguayen Ricardo Mayorga au Madison Square Garden, Trinidad s'impose par KO au 8e round au terme d'un combat plaisant entre deux boxeurs portés sur l'offensive.
Le 14 mai 2005, Trinidad affronte l'Américain Winky Wright. Ce dernier dont le style se rapproche de celui d'Hopkins en moins truqueur, mais plus défensif, ne convient une fois de plus pas au portoricain qui se fait dominer et perd largement par décision unanime 120-107, 119-108 et 119-108. Après cette défaite, Trinidad prend une retraite de près de 3 ans avant d'affronter dans la catégorie des poids mi-lourds le légendaire Roy Jones Jr. Ce combat est de trop pour le Portoricain qui même s'il est en forme tombe au tapis au 7e puis au 10e round et s'incline par décision unanime. Il prend définitivement sa retraite après ce combat.

## Distinction
- Félix Trinidad est élu boxeur de l'année en 2000 par Ring Magazine.